# Coscineuta cicatricosa
Coscineuta cicatricosa är en insektsart som beskrevs av Bolívar, I. 1890. Coscineuta cicatricosa ingår i släktet Coscineuta och familjen gräshoppor. Inga underarter finns listade i Catalogue of Life.